# Сноуборд на чемпионате мира по фристайлу и сноуборду 2019 — биг-эйр (мужчины)
Соревнования в мужском сноуборде в дисциплине Биг-эйр на чемпионате мира по фристайлу и сноуборду 2019 года должны были пройти 5 февраля в сноу-парке горнолыжного курорта.
На старт планировалось что выйдут 56 спортсменов из 23 стран мира.
Соревнования были отменены из-за сильного снегопада.

## Медалисты
| Золото | Серебро | Бронза |
| -      | -       | -      |